# Turkije op de Olympische Zomerspelen 2004
Turkije nam deel aan de Olympische Zomerspelen 2004 in Athene, Griekenland. Er werd evenveel goud gewonnen als tijdens de vorige editie, maar dit keer werd meer zilver en meer brons gewonnen.

## Medailleoverzicht
| Sport         | Olympiër           | Discipline                    | Medaille |
| ------------- | ------------------ | ----------------------------- | -------- |
| Gewichtheffen | Halil Mutlu        | tot 56 kg (m)                 | Goud     |
| Gewichtheffen | Taner Sağır        | tot 77 kg (m)                 | Goud     |
| Gewichtheffen | Nurcan Taylan      | tot 48 kg (v)                 | Goud     |
| Boksen        | Atagün Yalçınkaya  | halfvlieggewicht (m)          | Zilver   |
| Taekwondo     | Bahri Tanrıkulu    | tot 80 kg (m)                 | Zilver   |
| Worstelen     | Şeref Eroğlu       | grieks-romeins, tot 66 kg (m) | Zilver   |
| Atletiek      | Eşref Apak         | kogelslingeren (m)            | Brons    |
| Gewichtheffen | Sedat Artuç        | tot 56 kg (m)                 | Brons    |
| Gewichtheffen | Reyhan Arabacıoğlu | tot 77 kg (m)                 | Brons    |
| Worstelen     | Mehmet Özal        | grieks-romeins, tot 96 kg (m) | Brons    |
| Worstelen     | Aydin Polatci      | vrije stijl, tot 120 kg (m)   | Brons    |

## Resultaten en deelnemers per onderdeel

### Atletiek
Mannen 800 meter:
- Selahattin Cobanoglu
  - Eerste ronde: 1:47.83 (6e in serie 6, ging niet verder, 46e overall)

Mannen hink-stap-springen:
- Berk Tuna
  - Kwalificatie: Geen score (ging niet verder)

Mannen discuswerpen:
- Ercument Olgundeniz
  - Kwalificatie: 58.17 m (14e in groep B, ging niet verder, 26e overall)

Mannen kogelslingeren:
- Esref Apak
  - Kwalificatie: 76.74 m (3e in groep A, gekwalificeerd, 9e overall)
  - Finale A: 79.51 m (2e overall, gekwalificeerd)
  - Finale B: 79.23 m (Best: 79.51 m) (Brons)

Vrouwen 800 meter:
- Binnaz Uslu
  - Eerste ronde: 2:03.46 (6e in serie 5, ging niet verder, 22e overall)

Vrouwen 1500 meter:
- Elvan Abeylegesse
  - Eerste ronde: 4:06.42 (5e in serie 1, gekwalificeerd, 13e overall)
  - Halve finale: 4:07.10 (4e in halve finale 1, gekwalificeerd, 11e overall)
  - Finale: 4:00.67 (8e overall)

Vrouwen 5000 meter:
- Elvan Abeylegesse
  - Eerste ronde: 14:54.80 (2e in serie 1, gekwalificeerd, 2e overall)
  - Finale: 15:12.64 (15e overall)
- Tezeta Desalgne-Surekli
  - Eerste ronde: 15:26.64 (10e in serie 1, ging niet verder,
- Ebru Kavaklioglu
  - Eerste ronde: 15:52.39 (14e in serie 1, ging niet verder,

Vrouwen marathon:
- Lale Ozturk
  - Niet beëindigd

Vrouwen hoogspringen:
- Candeger Kilincer Oguz
- Kwalificatie: 1.89 m (9e in groep A, ging niet verder, 22e overall)

Vrouwen kogelstoten:
- Filiz Kadoğan
- Kwalificatie: 15.20 m (15e in groep A, ging niet verder, 33e overall)

Vrouwen zevenkamp:
- Anzhela Atroshchenko
  - Niet beëindigd
    - 100 meter horden 14.10 s (964 punten)
    - Hoogspringen: 1.64 m (783 punten) (Totaal: 1747 punten)
    - Kogelstoten: 12.29 m (680 punten) (Totaal: 2427 punten)
    - 200 meter: 25.11 s (877 punten) (Totaal: 3304 punten)
    - Verspringen: Niet gestart

Vrouwen 20 km snelwandelen:
- Yeliz Ay
  - 1:36:02 (33e overall)

### Boksen
Mannen halfvlieggewicht (48 kg):
- Atagun Yalcinkaya
  - Laatste 32: Versloeg Jolly Katongole uit Oeganda (22 - 7)
  - Laatste 16: Versloeg Jeyhun Abiyev uit Azerbeidzjan (23 - 20)
  - Kwartfinale: Versloeg Alfonso Pinto uit Italië (33 - 24)
  - Halve finale: Versloeg Sergey Kazakov uit Rusland (26 - 20)
  - Finale: Verloor van Yan Bhartelemy Varela uit Cuba (16 - 21) (Zilver)

Mannen vedergewicht (57 kg):
- Sedat Tasci
  - Laatste 32: Verloor van Seok Hwan Jo uit Zuid-Korea (28 - 37)

Mannen lichtgewicht (60 kg):
- Selcuk Aydin
  - Laatste 32: Verloor van Dimitar Stilianov uit Bulgarije (11 - 20)

Mannen halfweltergewicht (64 kg):
- Mustafa Karagollu
  - Laatste 32: Versloeg Vijendra uit India (25 - 20)
  - Laatste 16: Verloor van Ionuţ Gheorghe uit Roemenië (19 - 28)

Mannen weltergewicht (69 kg):
- Bulent Ulusoy
  - Laatste 32: Versloeg Ellis Chibuye uit Zambia (45 - 32)
  - Laatste 16: Verloor van Sherzod Husanov uit Oezbekistan (9 - 23)

Mannen middengewicht (75 kg):
- Serdar Ustune
  - Laatste 32: Verloor van Sherzod Abdurahmonov uit Oezbekistan (16 - 34)

Mannen halfzwaargewicht (81 kg):
- Ihsan Yildirim Tarhan
  - Laatste 32: Versloeg Soulan Pownceby uit Nieuw-Zeeland (puntenovermacht; Ronde 3, 1:23)
  - Laatste 16: Versloeg Shumenov Beibut uit Kazachstan (27 - 19)
  - Kwartfinale: Verloor van Utkirbek Haydarov uit Oezbekistan (11 - 16)

Mannen zwaargewicht (91 kg):
- Ertugrul Ergezen
  - Laatste 16: trok zich terug

### Boogschieten
Mannen individueel
- Hasan Orbay
  - Plaatsingsronde: 647 punten (34e overall)
  - 1/32 ronde: Verloor van (31) Larry Godfrey uit Groot-Brittannië (155 - 157)

Vrouwen individueel
- Natalia Nasaridze
  - Plaatsingsronde: 639 punten (16e overall)
  - 1/32 ronde: Verloor van (49) Mari Piuva uit Finland (133 - 136)
- Zekiye Keskin Satir
  - Plaatsingsronde: 631 punten (25e overall)
  - 1/32 ronde: Versloeg (40) Wiebke Nulle uit Duitsland (135 (10) - 135 (7))
  - 1/16 ronde: Verloor van (8) Evangelia Psarra uit Griekenland (161 - 163)
- Damla Gunay
  - Plaatsingsronde: 620 punten (42e overall)
  - 1/32 ronde: Verloor van (23) Anja Hitzler uit Duitsland (152 - 163)

Vrouwen team
- Damla Gunay, Zekiye Keskin Satir en Natalia Nasaridze
  - Plaatsingsronde: 1890 (47 10s, 7e overall)
  - 1/8 ronde: Verloor van (10) Oekraïne (234 - 244)

### Gewichtheffen
Mannen 56 kg
- Halil Mutlu
  - 295,0 kg (Trekken 135,0 kg, stoten 160,0 kg) (Gouden medaille)
- Sedat Artuc
  - 280,0 kg (Trekken 125,0 kg, stoten 155,0 kg) (Brons)

Mannen 77kg
- Reyhan Arabacioglu
  - 280,0 kg (Trekken 165,0 kg, stoten 195,0 kg, 4e overall)
- Taner Sagir
  - 375,0 kg (Trekken 172,5 kg (olympisch record), stoten 195,0 kg) (Goud) (olympisch record)

Mannen 85 kg
- İzzet İnce
  - Niet beëindigd

Mannen 94kg
- Hakan Yılmaz
  - 390,0 kg (Trekken 175,0 kg, stoten 215,0 kg, 6e overall)

Vrouwen 48kg
- Nurcan Taylan
  - 210,0 kg (Trekken 97,5 kg (Wereldrecord), stoten 112,5 kg) (Goud) (Wereldrecord)

Vrouwen 58kg
- Aylin Dasdelen
  - 225,0 kg (Trekken 100,0 kg, stoten 125,0 kg, 4e overall)

Vrouwen 69kg
- Sibel Simsek
  - Niet beëindigd

### Judo
Mannen -66 kg (Halflichtgewicht):
- Bektas Demirel
  - Laatste 32: Versloeg Larbi Benboudaoud uit Frankrijk (Tani-otoshi; ippon - 2:52)
  - Laatste 16: Verloor van Georgi Georgiev uit Bulgarije (Kata-guruma; ippon - 4:25) (ging door naar de eerste herkansing ronde)
  - Eerste herkansingsronde: Verloor van David Margosjvili uit Georgië (Morote-gari; waza-ari)

Mannen 100+ kg (Zwaargewicht):
- Selim Tataroglu
  - Laatste 32: Versloeg Lasja Goedzjedzjiani uit Georgië (Tai-otoshi; ippon - 3:22)
  - Laatste 16: Verloor van Seyed Mahmoudreza Miran uit Iran (Hansuko-make; 4 shidos - 3:28) (ging door naar de eerste herkansing ronde)
  - Eerste herkansingsronde: Versloeg Joel Brutus uit Haïti (Hansuko-make; 4 shidos - 2:18)
  - Tweede herkansingsronde: Versloeg Semir Pepic uit Australië (Ouchi-gari; waza-ari)
  - Third Herkansing Ronde: Verloor van Indrek Pertelson uit Estland (Yoko-guruma; w'ari ippon - 4:37)

Vrouwen -48 kg (Extra-lichtgewicht):
- Nese Sensoy
  - Laatste 32: Versloeg Ri Kyong-Ok uit Noord-Korea (Harai-makikomi; waza-ari)
  - Laatste 16: Verloor van Ye Gue-Rin uit Zuid-Korea (penalty punten; 2 shidos)

### Schietsport
Mannen trap
- Oguzhan Tuzun
  - Kwalificatie: 115 punten (21e overall, ging niet verder)

### Taekwondo
Mannen under 80kg
- Bahri Tanrikulu
  - Laatste 16: Versloeg Donald David III Geisler uit Filipijnen (9 - 9; Superiority)
  - Kwartfinale: Versloeg Hichem Hamdouni uit Nigeria (6 - 4)
  - Halve finale: Versloeg Rashad Ahmadov uit Azerbeidzjan (6 - 6; Superiority)
  - Finale: Verloor van Steven Lopez uit Verenigde Staten (0 - 3) (Zilver)

### Worstelen

#### Vrije stijl
Mannen 55 kg:
- Harun Dogan
  - Groep 7
    - Verloor van Martin Berberyan uit Armenië (3 - 5; 6:42)
    - Verloor van Amiran Karntanov uit Griekenland (0 - 10; 2:49)
    - Verloor van O Song-Nam uit Noord-Korea (blessure)

  - 4e in groep, ging niet verder (3 TP, 1 CP, 20e overall)

Mannen 60 kg:
- Tevfik Odabasi
  - Groep 2
    - Verloor van Mourad Oymakhanov uit Rusland (2 - 5)
    - Verloor van Guivi Sissaouri uit Canada (4 - 5)

  - 3e in groep, ging niet verder (6 TP, 2 CP, 15e overall)

Mannen 66 kg:
- Omer Cubukci
  - Groep 5
    - Versloeg Stefan Fernyak uit Slowakije (5 - 1)
    - Versloeg Gabor Hatos uit Hongarije (3 - 1; 6:47)

  - 1e in groep, gekwalificeerd (8 TP, 6 CP)
  - Kwartfinale: Verloor van Makach Murtazliev uit Rusland (0 - 6) (7e overall)

Mannen 84 kg:
- Gokhan Yavaser
  - Groep 5
    - Verloor van Taras Danko uit Oekraïne (0 - 6)
    - Versloeg Mamed Agaev uit Armenië (Gediskwalificeerd)

  - 2e in groep, ging niet verder (0 TP, 4 CP, 15e overall)

Mannen, vrije stijl tot 96 kg:
- Fatih Cakiroglu
  - Groep 6
    - Versloeg Enkhtuya Tuvshintur uit Mongolië (Val; 3:15)
    - Verloor van Aleksandr Shemarov uit Wit-Rusland (1 - 3)

  - 2e in groep, ging niet verder (5 TP, 5 CP, 9e overall)

Mannen 120 kg:
- Aydin Polatci
  - Groep 4
    - Versloeg Rares Daniel Chintoan uit Roemenië (10 - 0; 3:19)
    - Versloeg Sven Thiele uit Duitsland (5 - 1)

  - 1e in groep, gekwalificeerd (15 TP, 7 CP)
  - Kwartfinale: Versloeg Alexis Rodriguez uit Cuba (3 - 1; 6:16)
  - Halve finale: Verloor van Artur Taymazov uit Oezbekistan (0 - 3; 6:14)
  - Om de derde plaats: Versloeg Marid Mutalimov uit Kazachstan (3 - 1; 6:12) (Brons)

#### Grieks-Romeins
Mannen 55 kg:
- Ercan Yildiz
  - Groep 3
    - Verloor van Irakli Tsjotsjoea uit Georgië (1 - 4)
    - Versloeg Svajunas Adomaitis uit Litouwen (3 - 1; 6:29)

  - 2e in groep, ging niet verder (4 TP, 4 CP, 12e overall)

Mannen 60 kg:
- Seref Tufenk
  - Groep 7
    - Versloeg Ali Ashkani uit Iran (3 - 1)
    - Versloeg Christos Gkikas uit Griekenland (5 - 0)
    - Verloor van Roberto Monzon uit Cuba (0 - 5)

  - 2e in groep, ging niet verder (8 TP, 6 CP, 8e overall)

Mannen 66 kg:
- Seref Eroglu
  - Groep 5
    - Versloeg Luis Fernando Izquierdo uit Colombia (10 - 0; 2:14)
    - Versloeg Manoetsjar Kvirkelia uit Georgië (11 - 1)
    - Versloeg Armen Vardanjan uit Oekraïne (5 - 0)

  - 1e in groep, gekwalificeerd (26 TP, 11 CP)
  - Kwartfinale: bye
    -       - Halve finale: Versloeg Mkkhitar Manukhyan uit Kazachstan (Fall; 5:12)

  - Finale: Verloor van Farid Mansurov uit Azerbeidzjan (3 - 4) (Zilver)

Mannen 84 kg:
- Hamza Yerlikaya
  - Groep 5
    - Versloeg Oleksandr Daragan uit Oekraïne (4 - 1)
    - Versloeg Vladislav Metodiev uit Bulgarije (blessure; 2:52)
    - Versloeg Tarvi Thomberg uit Estland (3 - 0)

  - 1e in groep, gekwalificeerd (12 TP, 10 CP)
  - Kwartfinale: bye
    -       - Halve finale: Verloor van Ara Abrahamian uit Zweden (0 - 3)

  - Om de derde plaats: Verloor van Viacheslau Makaranka uit Wit-Rusland (1 - 2; 9:00)

Mannen 96 kg:
- Mehmet Ozal
  - Groep 5
    - Versloeg Aleksey Cheglakov uit Oezbekistan (3 - 0)
    - Versloeg Igors Kostins uit Letland (4 - 0)

  - 1e in groep, gekwalificeerd (7 TP, 6 CP)
  - Kwartfinale: Versloeg Ernesto Pena uit Cuba (4 - 1; 7:27)
  - Halve finale: Verloor van Karem Ibrahim uit Egypte (0 - 11; 1:09)
  - Om de derde plaats: Versloeg Masoud Hashemzadeh uit Iran (Gediskwalificeerd) (Brons)

Mannen 120 kg:
- Yekta Yilmaz Gul
  - Groep 4
    - Versloeg Yuriy Yevseychyk uit Israël (3 - 0)
    - Verloor van Mijail Lopez uit Cuba (0 - 3)

  - 2e in groep, ging niet verder (3 TP, 3 CP, 1e overall)

### Zeilen
Mannen mistral
- Ertugrul Icingir
  - 105 punten (11e overall)

Mannen finn
- Ali Enver Adakan
  - 124 punten (16e overall)

Mannen 470
- Selim Kakis en Hasan Kaan Ozgonenc
  - 174 punten (24e overall)

Open Laser
- Kemal Muslubas
  - 256 punten (33e overall)

### Zwemmen
Mannen 50 m vrije stijl
- Kaan Tayla
  - Serie: 23.26 s (39e overall, ging niet verder)

Mannen 100 m vrije stijl
- Kaan Tayla
  - Serie: 51.52 s (42e overall, ging niet verder)

Mannen 200 m vrije stijl
- Aytekin Mindan
  - Serie: 1:55.65 (52e overall, ging niet verder)

Mannen 400 m vrije stijl
- Aytekin Mindan
  - Serie: 4:06.85 (41e overall, ging niet verder)

Mannen 100 m rugslag
- Derya Büyükunçu
  - Serie: 56.34 (26e overall, ging niet verder)

Mannen 200 m rugslag
- Derya Büyükunçu
  - Serie: 2:02.69 (22e overall, ging niet verder)

Mannen 100 m vlinderslag
- Onur Uras
  - Serie: 56.37 (49e overall, ging niet verder)

Mannen 200 m individueel wisselslag
- Oguz Orel Oral
  - Serie: 2:08.84 (45e overall, ging niet verder)

'Vrouwen 400 m vrije stijl
- Yasemin Özlem Taşkın
  - Serie: 4:24.08 (35e overall, ging niet verder)

Vrouwen 100 m rugslag
- Sadan Derya Erke
  - Serie: 1:05.38 (34e overall, ging niet verder)

Vrouwen 200 m rugslag
- Sadan Derya Erke
  - Serie: 1:11.69 (T-21e overall, ging niet verder)

Vrouwen 100 m schoolslag
- İlkay Dikmen
  - Serie: 2:17.29 (26e overall, ging niet verder)

Vrouwen 200 m schoolslag
- İlkay Dikmen
  - Serie: 2:32.69 (19e overall, ging niet verder)

Vrouwen 100 m vlinderslag
- Gulsah Gonenc
  - Serie: 1:04.30 (35e overall, ging niet verder)

Vrouwen 200 m vlinderslag
- Gulsah Gonenc
  - Serie: 2:20.17 (31e overall, ging niet verder)

Afghanistan · Albanië · Algerije · Amerikaanse Maagdeneilanden · Amerikaans-Samoa · Andorra · Angola · Antigua en Barbuda · Argentinië · Armenië · Aruba · Australië · Azerbeidzjan · Bahama's · Bahrein · Bangladesh · Barbados · België · Belize · Benin · Bermuda · Bhutan · Bolivia · Bosnië en Herzegovina · Botswana · Brazilië · Britse Maagdeneilanden · Brunei · Bulgarije · Burkina Faso · Burundi · Cambodja · Canada · Centraal-Afrikaanse Republiek · Chili · China · Chinees Taipei · Colombia · Comoren · Congo-Brazzaville · Congo-Kinshasa · Cookeilanden · Costa Rica · Cuba · Cyprus · Denemarken · Djibouti · Dominica · Dominicaanse Republiek · Duitsland · Ecuador · Egypte · El Salvador · Equatoriaal-Guinea · Eritrea · Estland · Ethiopië · Fiji · Filipijnen · Finland · Frankrijk · Gabon · Gambia · Georgië · Ghana · Grenada · Griekenland · Groot-Brittannië · Guam · Guatemala · Guinee · Guinee‑Bissau · Guyana · Haïti · Honduras · Hongarije · Hongkong · Ierland · IJsland · India · Indonesië · Irak · Iran · Israël · Italië · Ivoorkust · Jamaica · Japan · Jemen · Jordanië · Kaaimaneilanden · Kaapverdië · Kameroen · Kazachstan · Kenia · Kirgizië · Kiribati · Koeweit · Kroatië · Laos · Lesotho · Letland · Libanon · Liberia · Libië · Liechtenstein · Litouwen · Luxemburg · Macedonië · Madagaskar · Malawi · Malediven · Maleisië · Mali · Malta · Marokko · Mauritanië · Mauritius · Mexico · Micronesië · Moldavië · Monaco · Mongolië · Mozambique · Myanmar · Namibië · Nauru · Nederland · Nederlandse Antillen · Nepal · Nicaragua · Nieuw-Zeeland · Niger · Nigeria · Noord-Korea · Noorwegen · Oeganda · Oekraïne · Oezbekistan · Oman · Oostenrijk · Oost‑Timor · Pakistan · Palau · Palestina · Panama · Papoea-Nieuw-Guinea · Paraguay · Peru · Polen · Portugal · Puerto Rico · Qatar · Roemenië · Rusland · Rwanda · Saint Kitts en Nevis · Saint Lucia · Saint Vincent en Grenadines · Salomonseilanden · Samoa · San Marino · Sao Tomé en Principe · Saoedi-Arabië · Senegal · Servië en Montenegro · Seychellen · Sierra Leone · Singapore · Slovenië · Slowakije · Soedan · Somalië · Spanje · Sri Lanka · Suriname · Swaziland · Syrië · Tadzjikistan · Tanzania · Thailand · Togo · Tonga · Trinidad en Tobago · Tsjaad · Tsjechië · Tunesië · Turkije · Turkmenistan · Uruguay · Vanuatu · Venezuela · Verenigde Arabische Emiraten · Verenigde Staten · Vietnam · Wit-Rusland · Zambia · Zimbabwe · Zuid-Afrika · Zuid-Korea · Zweden · Zwitserland